# Liphistius langkawi
Espèce
Liphistius langkawi est une espèce d'araignées mésothèles de la famille des Liphistiidae.

## Distribution
Cette espèce est endémique de l'archipel Langkawi au Kedah en Malaisie péninsulaire,. Elle a été découverte dans une grotte sur l'île Langkawi.

## Description
Le mâle holotype mesure 7,5 mm et la femelle paratype 9,0 mm.

## Étymologie
Son nom d'espèce lui a été donné en référence au lieu de sa découverte, l'archipel Langkawi.

## Publication originale
- Platnick & Sedgwick, 1984 : A revision of the spider genus Liphistius (Araneae, Mesothelae). American Museum Novitates, no 2781, p. 1-31 (texte intégral).